# Canthon dentiger
Canthon dentiger är en skalbaggsart som beskrevs av Edgar von Harold 1868. Canthon dentiger ingår i släktet Canthon och familjen bladhorningar. Inga underarter finns listade.